# Daqin

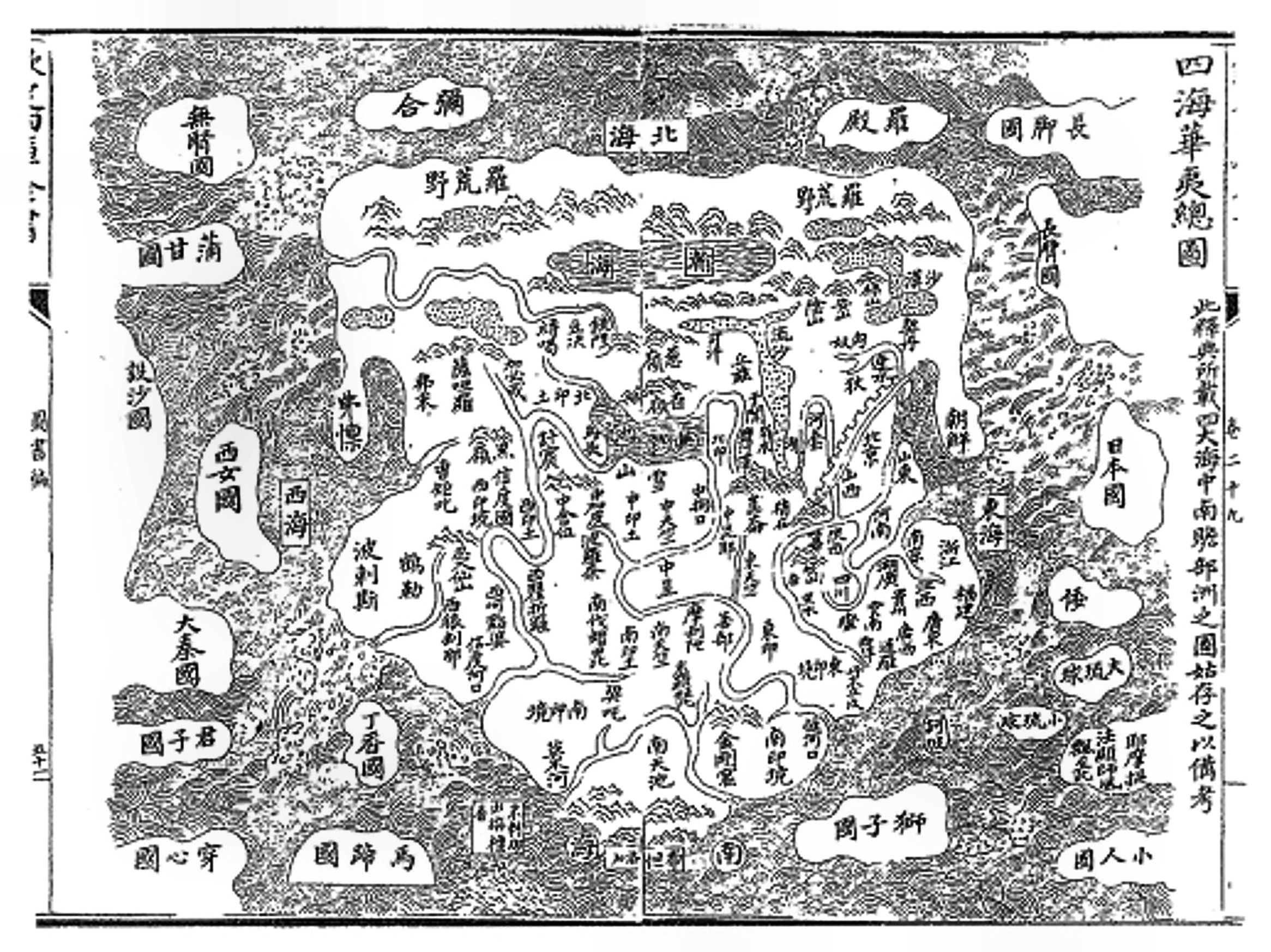
Daqin (大秦國) aparece na borda ocidental deste mapa-múndi chinês, o Sihai Huayi Zongtu

Daqin (chinês: 大秦; pinyin: Dàqín; Wade–Giles: Ta4-ch'in2; transliterações alternativas incluem Tachin, Tai-Ch'in) é o antigo nome chinês para o Império Romano ou, a depender do contexto, para o Oriente Próximo, especialmente a província romana da Síria. Esse nome significa literalmente "grande Qin", sendo Qin (chinês: 秦; pinyin: Qín; Wade–Giles: Ch'in2) o nome da dinastia fundadora do Império Chinês. O historiador John Foster o definiu como sendo "o Império Romano ou, melhor, aquela parte dele que era a conhecida pelos chineses, isto é, a Síria". Suas facetas básicas, a exemplo de leis, costumes, vestuário e moeda, foram explicadas em fontes chinesas. Para além disso, sua encarnação medieval foi descrita em histórias durante a dinastia Tang (618–907 d.C.) em diante como Fulin (chinês: 拂菻; pinyin: Fúlǐn), que Friedrich Hirth e outros estudiosos identificaram como se tratando do Império Bizantino. O termo Daqin também era comumente associado aos cristãos nestorianos de língua siríaca que viveram na China durante a dinastia Tang.
Fontes chinesas descrevem várias antigas embaixadas romanas chegando à China, o que começou em 166 d.C. e durou até o século III. Dizia-se que essas primeiras embaixadas chegavam por uma rota marítima, através do mar da China Meridional, à província chinesa de Jiaozhi (atual norte do Vietnã). Ademais, evidências arqueológicas, como moedas romanas, apontam para a presença de atividade comercial romana no Sudeste da Ásia. Embaixadas posteriormente registradas, as quais chegavam do Império Bizantino entre os séculos VII e XI, tomaram ostensivamente um caminho terrestre seguindo a Rota da Seda, à semelhança de outros europeus na China Medieval [en]. Há registros de gregos bizantinos presentes na corte de Cublai Cã (1260–1294), o governante mongol da dinastia Yuan em Cambalique (antigo nome de Pequim), ao passo que o imperador Hong-wu (r. 1368–1398), fundador da dinastia Ming, enviou uma carta de correspondência ao imperador bizantino João V Paleólogo.